# Aki Karvonen
Aki Karvonen (* 31. August 1957 in Valtimo) ist ein ehemaliger finnischer Skilangläufer. Zwischen 1982 und 1989 gewann Karvonen sechs Medaillen bei Weltmeisterschaften und Olympischen Spielen.

## Werdegang
Kurz vor der Nordischen Skiweltmeisterschaft 1982 im norwegischen Oslo nahm Karvonen in Reit im Winkl erstmals an einem Weltcupwettbewerb teil. Über die 15-Kilometer-Distanz konnte er den 15. Platz belegen. Anschließend wurde er für die Weltmeisterschaft nominiert, wo er über die 30 Kilometer Freistil den 10. Platz und über die 15 Kilometer Freistil den 14. Platz erreichte. Diese Resultate sicherten ihm einen Platz in der finnischen Staffel, die zeitgleich mit der DDR-Staffel die Bronzemedaille gewinnen konnte. Zwei Jahre später bei den Olympischen Winterspielen 1984 in Sarajevo gewann er mit der finnischen Staffel wiederum die Bronzemedaille. Aber auch in den Einzelwettbewerben konnte sich Karvonen  mit Medaillen dekorieren. Über 15 Kilometer klassisch gewann er hinter Gunde Svan die Silbermedaille und über 50 Kilometer klassisch hinter Thomas Wassberg und Svan die Bronzemedaille. Als Fünfter über 30 Kilometer Freistil verpasst er knapp eine weitere Medaille. Da die Wettbewerbe von Sarajevo auch zum Weltcup gezählt wurden, konnte Karvonen am Ende der Saison 1983/84 mit Platz elf seine beste Platzierung in der Gesamtwertung des Weltcups verbuchen.
Bei der Nordischen Skiweltmeisterschaft 1985 blieb Karvonen erstmals bei einem Großereignis ohne Medaille. Über 30 Kilometer klassisch wurde er Sechster, über 15 Kilometer klassisch Zwölfter und mit der finnischen Staffel wurde er Vierter. Zwei Jahre später bei der Nordischen Skiweltmeisterschaft 1987 in Oberstdorf gewann er über 30 Kilometer klassisch hinter Wassberg erneut eine Silbermedaille. Die Erfolge der vergangenen Jahre konnte Karvonen bei den Olympischen Winterspielen 1988 in Calgary nicht wiederholen. Über 15 Kilometer klassisch wurde er nur 20. und über die doppelte Distanz nur 19. Woraufhin er erstmals nicht für den Staffelwettbewerb nominiert wurde. Auch bei der Nordischen Skiweltmeisterschaft 1989 im heimischen Lahti ging Karvonen an den Start und verpasste beim Sieg seines Landsmannes Harri Kirvesniemi über 15 Kilometer klassisch als Vierter knapp seine vierte Einzelmedaille bei einem Großereignis. Im Staffelwettbewerb hätte Karvonen beinahe seine ersten Weltmeistertitel feiern können, aber die finnische Mannschaft musste sich um eine Sekunde der schwedischen Staffel geschlagen geben. Nach der Weltmeisterschaft beendete Karvonen seine internationale Karriere.